# Agrotis veda
Agrotis veda là một loài bướm đêm trong họ Noctuidae.